# 紐紐尼卡拉尼山
16°3′56″S 68°12′28″W / 16.06556°S 68.20778°W
紐紐尼卡拉尼山（Ñuñuni Qalani），是玻利維亞的山峰，位於該國西部拉巴斯省的拉雷卡哈省，屬於安第斯山脈中玻利維亞瑞阿爾山脈的一部分，海拔高度約4,940米。